# Залізниця Стамбул–Капікуле
Залізниця Стамбул–Капікуле — залізниця довжиною 229 км,  в стадії будівництва, Туреччина. Після завершення будівництва ця залізниця забезпечить високошвидкісне залізничне сполучення між передмістям Стамбула та болгарським кордоном, на захід від Едірне. 
Залізниця буде двоколійною та електрифікованою по всій довжині, і призначена для використання як вантажним, так і пасажирським залізничним транспортом. 
Залізниця забезпечить високошвидкісне залізничне сполучення між Едірне та Стамбулом і призначена для покращення залізничного транспортного сполучення між Туреччиною та Європою. 

## Історія
Будівництво частково фінансується коштом 275 мільйонів євро з IPA-фондів ЄС із загальною орієнтовною вартістю 1000 мільйонів євро. 

## Маршрут

Карта нової залізниці та існуючої мережі

Залізниця Стамбул-Капікуле починається від станції Халкали в передмісті Стамбула до станції Капіуле на кордоні з Болгарією. 
Залізниця прямує приблизно тим же маршрутом, що й залізниця до Пітіон, поки не досягне Черкезкьой, але з більш гладкою та короткою геометрією. 
Від Черкезкьой вона прямує на південь від автостради O-3 і прокладено паралельно їй до Едірне. 
Від Едірне далі прямує тим же коридором, що й залізниця Пехліванкьой–Свіленград, до Капікуле. 
Лінія проходитиме через Люлебургаз і Бабаескі та скорочуватиме шлях між Чорлу та Пехливанкьой, обидва зараз розташовані на головній лінії. Лінії Стамбул–Пітіо та Пехліванкёй–Свіленград , як наслідок, будуть частково замінені (на ділянках, де вони перетинаються з лінією), частково виведені з ужитку, а частково стануть відгалуженнями цієї нової магістралі.

## Наслідки для вантажного транспорту
У рамках екологічної/логістичної політики ЄС і Туреччини постійно докладаються зусилля щодо переведення вантажних перевезень з TIR на залізницю. 
Відповідно до цієї логіки та з метою економічної ефективності було вирішено модернізувати/перебудувати старі залізниці, щоб дозволити обслуговування вантажних потягів замість будівництва високошвидкісної залізниці з нуля. 
Це також має розблокувати насиченість автомобільного вантажного трафіку на прикордонному контрольно-пропускному пункті Капікуле.
Також планується з’єднати лінію із залізницею Муратлі–Текірдаг із будівництвом додаткової нової дистанції між Бююккариштіраном і Муратли, щоб дозволити вантажним поїздам досягати порту Теркідаг.